# Eva Černošová
Eva Černošová, rozená Kulhánková (* 13. července 1982 Pardubice) je česká spisovatelka, prozaička a básnířka. Od dubna 2014 je předsedkyně Střediska východočeských spisovatelů. Je učitelka českého jazyka a dějepisu na Gymnáziu Boženy Němcové v Hradci Králové, knihovnice ve vesnici Popovice, členka sboru Cantus feminae v Nechanicích, významná představitelka regionálních spisovatelů východních Čech.

## Život
S psaním začala už od dětství. První básničky a pohádky vznikaly, hned jak se naučila psát. Díky velké podpoře učitelů byly její texty posílány do soutěží („Svět očima dětí“) už na ZŠ, kdy se vždy umístila na prvních místech. S psaním pokračovala za podpory vyučující českého jazyka Lenky Chytilové i na Gymnáziu J. K. Tyla, ale do té doby se vždy jednalo jen o texty do šuplíku. Stěžejní osobou v jejím literárním rozvoji byl doc. Jan Dvořák z Královéhradecké univerzity, díky kterému i vydala svoji prvotinu (tato I.kniha Nezdálo se mi nic nebyla prodejná). Na Univerzitě Hradec Králové ve spolupráci s ostatními studenty publikovala mj. studentský časopis Viselec a další almanachy. Jak sama říká, hlavní úlohu v jejím rozvoji hráli učitelé.
Sama se tak nejen v rámci Střediska spisovatelů snaží pomáhat mladým talentům, na Gymnáziu Boženy Němcové vede hodiny tvůrčího psaní, vydává ve spolupráci s Infocentrem almanach, pořádá autorská čtení či literárně-hudební večery. Hudba je jejím dalším velkým koníčkem. Kromě zpěvu ve sboru dochází autorka i na hodiny sólového zpěvu.

## Díla
- Nezdálo se mi nic (2006) – prvotina (pod jménem Eva Kulhánková)
- Věci, které se snadno zapomenou (2012) – vizuálně i tematicky odpovídá zápisníku z 1. světové války (obálka je vytvořena podle předlohy dědečkova zápisníku). Leitmotivem je sám život, pestrý, plný veselých i tragických událostí. Popisuje životy lidí ze svého okolí, kteří ji něčím inspirovali. Kniha není autobiografická, ale některé její části jsou, protože: „člověk vždy dá do knihy něco ze sebe“. Tvorba ženy nemůže být jiná než ženská.
- Tyhle moje řeky (2014) – sbírka básní. Kniha obsahuje přírodní, milostnou i osobní/reflexivní lyriku. Jedná se o sbírku, která byla vydána s odstupem, texty sbírány několik let.

Autorka má aktuálně rozepsány dvě prozaické knihy – Vypravěčka (částečně postmoderní kniha o rodinných křižovatkách s prvky autobiografie, vážnější, hloubavější) a Jak jsem nenapsala knihu (soubor humoristických próz a fejetonů). Datum jejich vydání zatím není stanoveno, protože jak sama autorka tvrdí, není disciplinovaný autor.
Zajímavostí je, že na své tvorbě spolupracuje s manželem Mgr. Janem Černošem, malířem a grafikem, který vytváří ilustrace a obaly jejích knih.